# Expédition de Formose
Pour l'expédition japonaise de 1874, voir Expédition de Taïwan de 1874. Pour l'expédition française de 1885, voir Campagne des Pescadores (1885).
Conflits impliquant Formose au XIXe siècle
Batailles
- Incident du Rover (1867)
- Expédition américaine (1867)
- Incident de Mudan (1871)
- Expédition japonaise (1874)
- Campagne des Pescadores (1885)
- Campagne des Pescadores (1895)
- Invasion japonaise (1895)

L'Expédition de Formose, ou Expédition de Taïwan de 1867 est une expédition punitive lancée par les États-Unis contre Formose. L'expédition fut provoquée par la destruction du Rover, un navire américain, et par le massacre de son équipage par des guerriers aborigènes en mars 1867. Une troupe de l'United States Navy et une compagnie de Marines débarquèrent dans le sud de Formose et affrontèrent en escarmouches les aborigènes Paiwans jusqu'à ce que les Américains se retirent sans avoir accompli leur objectif de défaire les indigènes. L'événement est considéré comme un échec dans l'histoire navale des États-Unis.

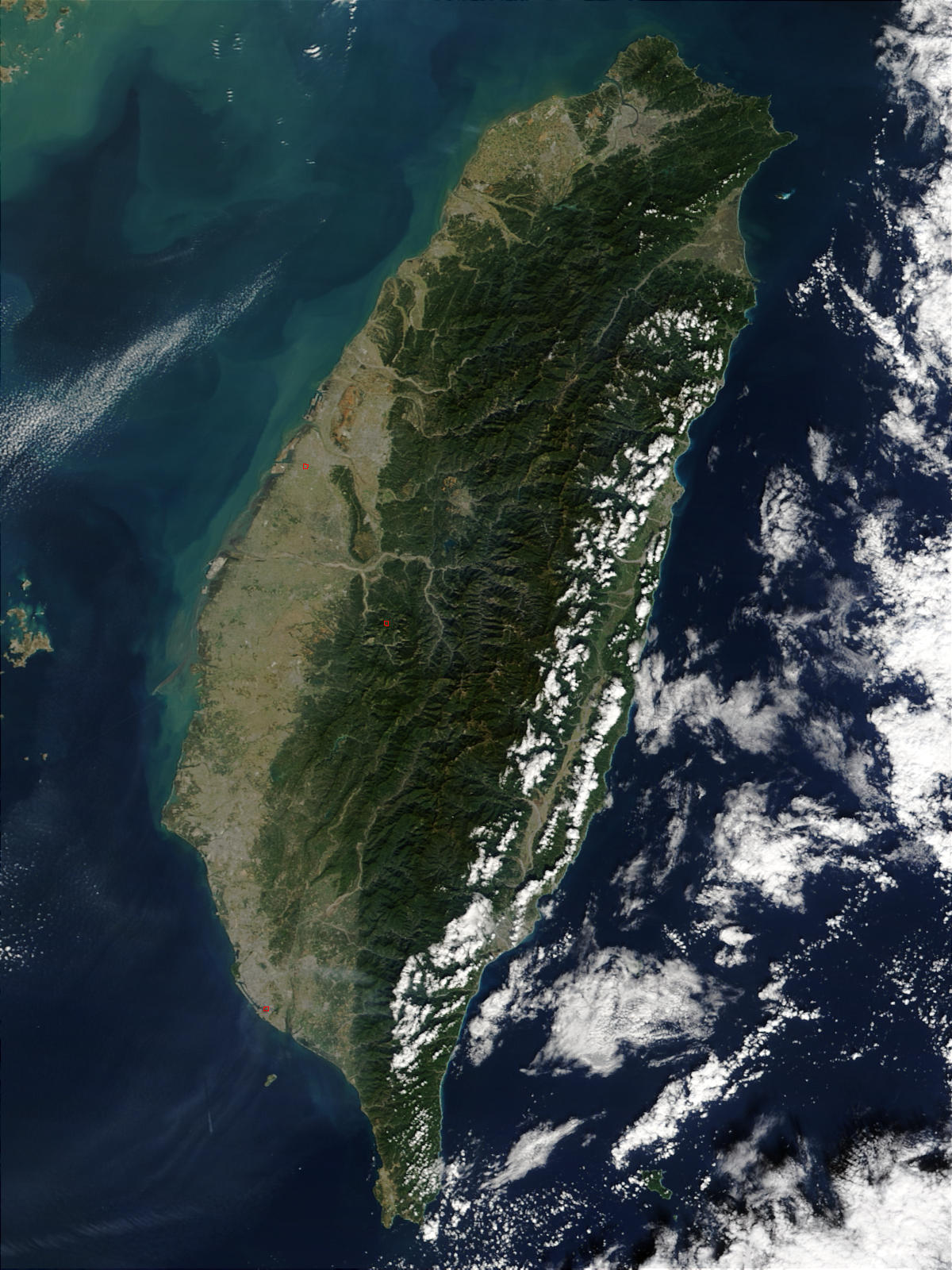
Formose, ou Taïwan, vue depuis l'espace.

## Contexte
Le 12 mars 1867, le navire de charge américain Rover naviguait au large du Cap Eluanbi (Oluanpi) à Formose quand il s'éventra contre des récifs et commença à dériver. L'équipage de 24 marins se réfugia sur la rive où il fut attaqué et tué par les aborigènes Paiwans. Le HMS Cormorant (en) de la Royal Navy découvrit le sort du Rover et en informa l'escadre des Indes orientales américaine. Le contre-amiral Henry H. Bell (en) ordonna au commandant John C. Febiger (en) de la nouvelle canonnière USS Ashuelot (en) de se rendre de Fou-Tchéou à l'île pour enquêter sur l'incident.
À son arrivée, les autorités Qing informèrent le commandant Febiger que l'attaque avait été menée par des guerriers d'un village qui n'était pas sous leur contrôle. L'Ashuelot revint communiquer ces renseignements au contre-amiral Bell. Devant l'échec de la pression diplomatique, une expédition punitive fut décidée. Bell, avec le sloop de guerre USS Wyoming (en) et son navire amiral l'USS Hartford, quitta Shanghai en juin pour le sud de Formose.

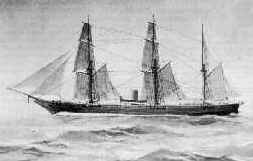
Un dessin de 1874 de l'USS Wyoming.

## Expédition
Le voyage de Shanghai à Formose fut calme et les deux navires américains arrivèrent au large de la côte sud-est de l'île le 13 juin 1867. Les sloops se préparèrent à un débarquement. Un total de 181 marins et soldats furent débarqués, menés par le commandant George Belknap du Hartford et par le lieutenant-commandant Alexander Slidell Mackenzie. À terre, la troupe se scinda en deux, Belknap commandant une des deux forces et Mackenzie l'autre. Les Marines étaient dirigés par le capitaine James Forney (en), vingt d'entre eux étaient placés comme tirailleurs à l'avant. Leur objectif était de soumettre les aborigènes et de capturer leur village. Formose est une île tropicale, il y fait très chaud et très humide en été, avec de la jungle montagneuse à l'est et des plaines à l'ouest. Cela rendit la marche à travers la jungle formosane difficile pour les Américains qui portaient des uniformes lourds conçus pour maintenir les hommes au chaud en pleine mer.

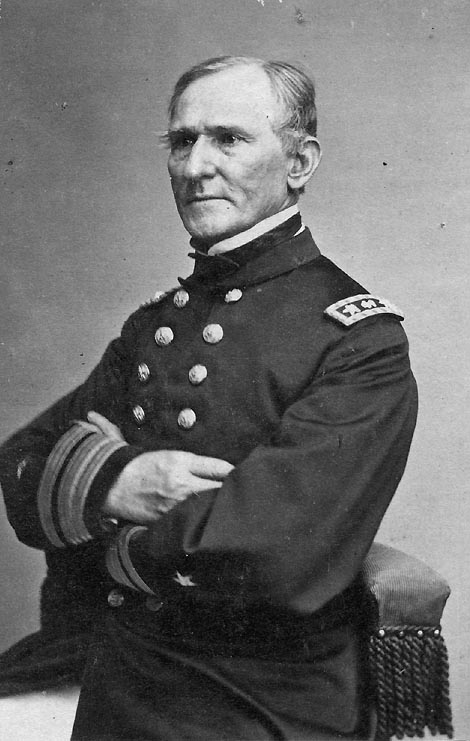
Le contre-amiral Henry H. Bell.

Après que les Américains eurent marché pendant presque une heure, les aborigènes les attaquèrent avec des mousquets à partir de positions cachées situées sur une colline juste devant les colonnes américaines. Le corps expéditionnaire des rapporta plus tard que les guerriers formosans avaient le visage peint et étaient armés de lances et de quelques fusils. La force du lieutenant MacKenzie s'engagea en chargeant immédiatement l'embuscade formosane mais les indigènes s'enfuirent avant que les Américains n'aient eu le temps d'escalader la colline. L'expédition continua d'avancer et tomba dans un guet-apens où, de nouveau, les Américains chargèrent et capturèrent la position de l'ennemi mais sans lui infliger de pertes. Alors que l'expédition continuait vers le village, les Formosans organisèrent plusieurs embuscades mais ne touchèrent pas significativement les Américains.
Il fallut attendre la dernière action pour voir un Américain tomber : les Formosans tirèrent une volée de mousquet dont une balle toucha le lieutenant Mackenzie, le blessant mortellement. Après ces tirs, les Formosans se répliquent encore mais les Américains choisirent de ne pas les poursuivre. Après six heures de marche, étant donné que plusieurs hommes étaient délirants ou souffraient beaucoup de la chaleur, le corps expéditionnaire retourna au bateau.

## Conséquences
L'expédition rentra en Chine sans atteindre ses objectifs. Les pertes formosanes durent être minimales car aucun corps n'a été retrouvé par les Américains. Après que la première expédition fut revenue sur le continent, le diplomate américain Charles Le Gendre persuada le gouverneur général Liu de Fou-Tchéou d'envoyer sa propre expédition à Formose. Il demanda également que le contre-amiral Bell envoie une canonnière pour appuyer l'opération, ce qui fut refusé. Le Gendre prit le commandement des troupes chinoises et quitta Fou-Tchéou pour Formose le 25 juillet 1867. L'expédition fut paisible et après le débarquement et la marche vers la capitale des Paiwan, Le Gendre négocia un traité avec le chef Tauketok. Le traité devait assurer la sécurité des marins naufragés dans tout le royaume Paiwan.
Les attaques sur les navires marchands par les indigènes formosans ont cependant continué. Un incident eut comme conséquence l'expédition de Taïwan de 1874 dans laquelle les militaires japonais combattirent les Paiwans. Ceci après que cinquante-quatre marins japonais furent capturés et décapités au sud-est de Formose. Les Japonais réussirent à engager les guerriers Paiwans et reçurent une indemnité du gouvernement Qing pour le massacre. De 1867 à 1868, Bell était commandant de la nouvelle escadre asiatique et pour soutenir le processus d'ouverture du Japon, il mouilla au large d'Osaka pour augmenter la pression mise sur le gouvernement japonais d'ouvrir Hyogo le 1er janvier 1868 comme précédemment prévu. Dix jours plus tard, le 11 janvier 1868, le bateau de Bell chavira et trois des membres d'équipage périrent, dont le contre-amiral.